# Metyeor (hajó)
A Metyeor (oroszul: Метеор), magyarosan Meteor, vagy 342-es tervszámú hajó szovjet hordszárnyashajó-típuscsalád, melyet 1961–1991 között gyártottak a Szovjetunióban. A Krasznoje Szormovo hajógyár és a zelenodolszki Gorkij Hajógyár is készítette, több mint 400 darabot építettek belőle. Magyarországra összesen három darab került belőlük, napjainkban csak kettő üzemel Sólyom II és Sólyom III néven. Továbbfejlesztett, modernizált változata a Metyeor–2000.